# Massarina neesii
Massarina neesii är en svampart som tillhör divisionen sporsäcksvampar, som först beskrevs av Gustav Wilhelm Körber och som fick sitt nu gällande namn av Lennart Holm. 
Massarina neesii ingår i släktet Massarina, och familjen Massarinaceae. Arten är reproducerande i Sverige.